# Peter Noone
Peter Blair Denis Bernard Noone (Davyhulme, 5 de novembro de 1947) é um cantor, compositor, músico e ator britânico, ex-vocalista do grupo Herman's Hermits.

## Carreira
Iniciou a carreira com o nome artístico de Peter Novac. Aos 15 anos, ingressou no Herman's Hermits, desta vez como Herman, virando destaque em várias revistas, chegando inclusive a aparecer na capa da Time como um dos principais nomes da nova geração musical dos anos 60 e em diversos programas de televisão da época. Ele também atuou como ator no musical O Fantasma de Canterville e na série Hallmark Hall of Fame, além de 3 filmes.
Logo após a separação da formação original do Herman's Hermits em 1971, Noone gravou 4 discos em carreira-solo pela gravadora RAK Records e um pela Philips, além de vários álbuns pela Bus Stop. Ainda participou da ópera The Pirates of Penzance, fazendo uma turnê com a peça em território norte-americano.
Também nos década de 1980, fundou a banda The Tremblers, que durou pouco tempo.
Casado com Mireille Strasser desde 1968, vive atualmente em Santa Bárbara, no estado da Califórnia e tem uma filha (Natalie, que também segue carreira artística).